# Carbonadio
El carbonadio o carbonadium es un metal ficticio aparecido en los cómics de X-Men. Es resistente e inestable, más fuerte que el acero, pero más flexible que el adamantio.
En X-Men vol.2 #7 se afirma que el carbonadio es una versión más maleable del adamamtium. A todos los fines prácticos, es indestructible. Omega Rojo, un adversario de los X-Men, principalmente de Wolverine, posee tentáculos de carbonadium que le permiten extraer la energía vital de otros. Además tiene un efecto de anulación contra el poder de regeneración, de hecho Deadpool tiene espadas de este metal.